# Fraktion Christlicher Gewerkschafter
Die Fraktion Christlicher Gewerkschafterinnen und Gewerkschafter (kurz FCG) ist eine Fraktion innerhalb des Österreichischen Gewerkschaftsbundes (ÖGB).

## Organisation
Die Fraktion Christlicher Gewerkschafterinnen und Gewerkschafter (FCG) ist seit ihrer Gründung am 30. September 1951 parteiunabhängig. Sie organisiert – entsprechend ihrem Selbstverständnis – jene Mitglieder des ÖGB, die Gewerkschaftsarbeit auf Grundlage der Christlichen Soziallehre leisten wollen.
Unter „christlicher Soziallehre“ versteht die FCG „die Prinzipien der katholischen Soziallehre und der evangelischen Sozialethik sowie die Auffassungen der christlichen Kirchen zur Gesellschafts- und Sozialreform“.
Die FCG ist neben der Bundesfraktion in neun Landesfraktionen sowie in sieben Fraktionen der Teilgewerkschaften strukturiert. Ergänzt wird diese Organisation durch eigene Abteilungen für Jugend, Frauen und Pensionist:innen.
Bundesvorsitzende ist Abg. z. NR Romana Deckenbacher, zugleich Vizepräsidentin des Österreichischen Gewerkschaftsbundes. Generalsekretär ist Michael Schediwy-Klusek.
| Zeitraum  | Bundesvorsitzende(r) | Bundes-/Generalsekretär |
| --------- | -------------------- | ----------------------- |
| 1951–1953 | Erwin Altenburger    | Ignaz Köck              |
| 1953–1975 | Erwin Altenburger    | Karl Wedenig            |
| 1975–1983 | Johann Gassner       | Karl Wedenig            |
| 1983–1985 | Johann Gassner       | Günther Engelmayer      |
| 1985–1987 | Robert Lichal        | Günther Engelmayer      |
| 1987–1990 | Rudolf Sommer        | Günther Engelmayer      |
| 1990–1991 | Rudolf Sommer        | Karl Klein              |
| 1991–2003 | Fritz Neugebauer     | Karl Klein              |
| 2003–2006 | Karl Klein           | Stefan Stöger           |
| 2006–2007 | Karl Klein           | Andreas Gjecaj          |
| 2007–2023 | Norbert Schnedl      | Andreas Gjecaj          |
| Seit 2023 | Romana Deckenbacher  | Michael Schediwy-Klusek |